# Stanislas de Guaita
Marie Victor Stanislas de Guaita (6 de abril de 1861 - Paris, 19 de dezembro de 1897) foi um poeta francês radicado em Paris, especialista em esoterismo e misticismo europeu, e membro ativo da Ordem Rosacruz. Ele foi muito celebrado e bem sucedido em seu tempo. Teve muitas disputas com outras pessoas que estavam envolvidas com ocultismo e magia. Ocultismo e magia faziam parte de seus romances.

## Biografia
Era filho de François Paul de Guaita e de Marie Amélie de Guaita, católica fervorosa. Seu pai provinha de uma antiga família de origem germânica, vinda da Itália no reino de Carlos Magno. Os autores que escreveram sobre Stanislas de Guaita não chegaram a nos fornecer muitos dados sobre a sua vida iniciática. Aprofundaram-se apenas na doutrina que ele próprio expôs em seus livros; os dados sobre sua vida particular, que poderiam interessar a todos aqueles que o admiram através de sua obra, referem-se apenas a aspectos exteriores. Apenas sua correspondência com Josephin Peladan deixa entrever a natureza oculta e séria de seus trabalhos iniciáticos.
Na verdade, pouco antes do nascimento de Stanislas de Guaita, estava na moda o espiritualismo esotérico. Segundo o Mestre Papus, por volta de 1850, os Rosa+Cruzes tinham recebido a missão de encetar uma reação contra o materialismo oficial. Tinham se organizado centros Martinistas e parecia que o espírito cristão voltava a renascer. Este foi o clima no qual Guaita veio ao mundo das formas.
No colégio dos Jesuítas em Nancy, Stanislas de Guaita teve como companheiro Maurice Barrès, poeta que chegou a ingressar na Academia Francesa. Na primavera de 1880, Guaita e Barrès, jovens aprendizes de filósofo, viveram em Nancy com plena independência.
A poesia foi pois, a primeira manifestação literária de Stanislas de Guaita. Escreveu Les Oiseaux de Passage em 1881, com 20 anos de idade, La Muse Noire em 1883 e Rosa Mystica em 1885. Em 1882 desembarcou na capital, juntamente com seu inseparável companheiro Maurice Barrès. Nessa época já se havia iniciado nos estudos ocultistas e efetuado um bom relacionamento com os esoteristas parisienses. Procurava algo mais elevado, embora não tivesse ainda total certeza do que se tratava. Sua vocação foi decididamente encontrada através da leitura de livros de Eliphas Levi e da obra O Vício Supremo, de Josephin Peladan, pois encontrou no Sâr um mestre vivo.
Stanislas de Guaita encontrou em Papus e Barlet as duas colunas de seu edifício intelectual. O trio tinha em Eliphas Levi, Fabre d´Olivet, Heinrich Khunrath, Martinez de Pasqually, Louis Claude de Saint-Martine e Jacob Boehme os guias invisíveis que iluminavam a senda por onde deveriam passar não somente esses homens de vontade, mas todos por eles apascentados. Seguindo as pistas de Jacob Boheme, de Eckhartaussen, de Pico della Mirandola, de Marcelo Ficin e de Knorr de Rosenroth é que Guaita chegou a Saint Yves d´Alveydre.
Seu conhecimento com Oswald Wirth teria ocorrido em 1887, a quem uma enferma à qual houvera magnetizado lhe anunciara que recebia uma carta lacrada em vermelho e com armas da nobreza, endereçada por um homem jovem, de cabelos e pele clara e de olhos azuis, com idêntico interesse que o de Wirth. Efetivamente, essa carta foi escrita por Guaita na sexta-feira santa daquele ano, convidando Oswald Wirth para um almoço no dia seguinte, para travarem conhecimento pessoal.
Esse encontro entre os dois eminentes ocultistas acabou produzindo, dois anos depois, em 1889, a união do simbolismo maçônico que Wirth estudara em 1884, com o significado interior do tarô, professado por Guaita, na publicação das cartas desenhadas pelo primeiro, sob o título: O Tarô dos Imaginários da Idade Média.

## Obras
Seus ensaios de Ciências Malditas, deveriam compreender, cinco volumes a saber:
- 1º Volume - No Umbral do Mistério - introdução geral.
- 2º Volume - O Templo de Satã.
- 3º Volume - A Chave da Magia Negra.
- 4º Volume - O Problema do Mal.
- 5º Volume - Conclusão, a Apoteose.

- No Umbral do Mistério foi publicado em 1886, em formato pequeno sem os apêndices. Para o meio ocultista da época foi uma revelação. Todos os Homens de Desejo encontraram a luz que buscavam na chama viva que era Stanislas de Guaita. Ele foi o primeiro a surpreender-se com o inusitado sucesso de seu livro. Em 1890 foi publicada uma segunda edição, três vezes maior, contendo dois pantáculos de Henry Khunrath. Em setembro de 1894 houve uma terceira edição, na qual, utilizando o prólogo, Stanislas de Guaita fala do sentido verdadeiro da Alta Magia como síntese geral, duplamente fundamentada na observação positiva e na indução por analogia.

### Obras de Stanislas de Guaita

#### Essais de sciences maudites
- I. Au seuil du Mystère, Paris, G. Carré, 1886.
- II. Le serpent de la Genèse :
  - Première septaine, Le Temple de Satan, Paris, Carré, 1891. 
  - Deuxième septaine, La Clef de la Magie Noire, Paris, Carré, 1897. 
  - Troisième septaine, Le Problème du Mal (inacabado. Parcialmente continuado por Oswald Wirth , e completado por Marius Lepage). Edições Véga, Paris, 1949, 176 p.
- "Discours d'initiation martiniste pour une réception martiniste tenue du 3° degré" (1889), in F.-Ch. Barlet, Ferran, Papus, Eugène Nus, Julien Lejay, Stanislas de Guaita, La Science Secrète, Paris, Georges Carré, 1890, p. 167-174

#### Poesia
- Oiseaux de passage : rimes fantastiques, rimes d'ébène, Paris, Berger-Levrault, 1881, 151 p.
- La Muse noire, Paris, Alphonse Lemerre, Paris, A. lemerre, 1883, 167 p.
- Rosa mystica, Paris, A. Lemerre, 1885, 170 p.

### Estudos sobre Stanislas de Guaita
(em ordem cronológica)
- Maurice Barrès, Stanislas de Guaita (1861-1898) : un rénovateur de l'occultisme : souvenirs, Chamuel, Paris, 1898.
- Albert de Pouvourville (Matgoï). Nos Maîtres. Stanislas de Guaita. Librairie Hermétique, Paris, 1909.
- Oswald Wirth, Stanislas de Guaita, souvenirs de son secrétaire, Éd. du symbolisme, Paris (1935).
- André Billy, Stanislas de Guaita, Mercure de France, 1971.
- Arnaud de l'Estoile, Guaita, collection "Qui suis-je ?", Éditions Pardès, 2004.
- Dossier Stanislas de Guaita / D.A. Courmes & lettre inédite, ''Les Cahiers de l'Ailleurs'', .
- Œuvres Poétiques Complètes. Avec une Introduction d'E.-D.Kowalski. Éditions Slatkine, Coll. Bibliothèque Initiatique, série 2, n°8. Genève, 2016. ISBN 978-2-05-102784-7.
- Rémi Boyer, Gilles Bucherie, Serge Caillet, Daniel Guéguen, Jean-Pierre Laurant, Alain Marchiset et Jean Artero,Stanislas de Guaita Précurseur de l'occultisme, Ed. du Cosmogone, Lyon 2018. ISBN 978-28103-0254-3.
- Emmanuel Dufour-Kowalski, Stanislas de Guaita (1861-1897). Grand Maître de la Rose + Croix Kabbalistique. Às fontes poéticas e antropológicas de sua obra. Edições Archè / Milano. 2021 ISBN 9788872523957.